# Músculo puborrectal
Las fibras que forman un asa para el recto se conocen como Músculo Puborrectal. 
Surgen de la parte inferior de la sínfisis del pubis, y de la fascia superior del diafragma urogenital.
Se unen con las fibras correspondientes del lado opuesto cerca a la parte inferior del recto, y forman por ello una fuerte honda. La relajación aumenta el ángulo entre el recto y el ano, lo que permite la defecación en conjunto con la relajación de los esfínter anal interno y esfínter anal externo.
El músculo puborrectal hace parte del músculo elevador del ano.